# Castalia (Ohio)
Castalia is een plaats (village) in de Amerikaanse staat Ohio, en valt bestuurlijk gezien onder Erie County.

## Demografie
Bij de volkstelling in 2000 werd het aantal inwoners vastgesteld op 935.
In 2006 is het aantal inwoners door het United States Census Bureau geschat op 892, een daling van 43 (-4,6%).

## Geografie
Volgens het United States Census Bureau beslaat de plaats een oppervlakte van
2,7 km², geheel bestaande uit land. Castalia ligt op ongeveer 193 m boven zeeniveau.

## Plaatsen in de nabije omgeving
De onderstaande figuur toont nabijgelegen plaatsen in een straal van 16 km rond Castalia.